# Portage—Marquette
Pour les articles homonymes, voir Portage et Marquette.
Portage—Marquette fut une circonscription électorale fédérale du Manitoba, représentée de 1979 à 1988.
La circonscription de Portage—Marquette a été créée en 1976 avec des parties de Marquette et de Portage. Abolie en 1987, elle fut redistribuée parmi Brandon—Souris, Dauphin—Swan River, Lisgar—Marquette et Portage—Interlake.

## Députés
1. 1979-1988 — Charlie Mayer, PC

- PC = Parti progressiste-conservateur